# Пирајнето (Катанцаро)
Пирајнето је насеље у Италији у округу Катанцаро, региону Калабрија.
Према процени из 2011. у насељу је живело 129 становника. Насеље се налази на надморској висини од 35 м.